# Знімок екрана

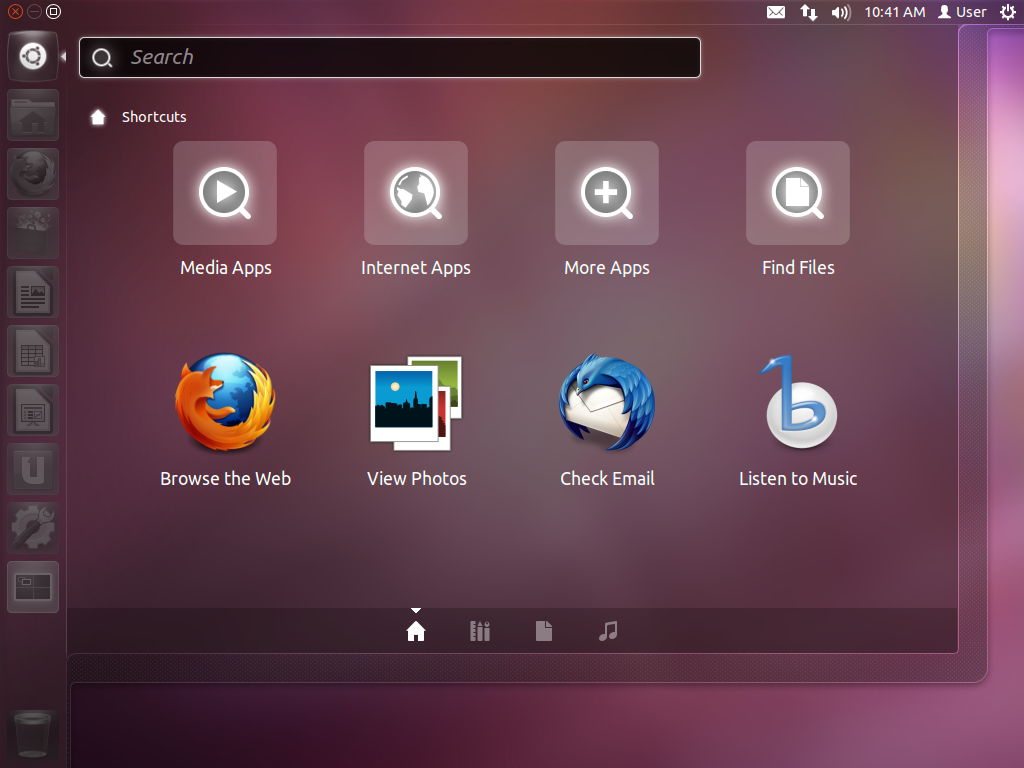
Знімок (або скриншот) стільниці операційної системи Ubuntu Linux

Зні́мок екра́на (англ. screenshot, скриншот, зняток) — зображення, отримане комп'ютером, що зображує дійсно те, що бачить користувач на екрані монітора. Це зображення створене із запису видимих елементів екрана комп'ютера або іншого візуального пристрою виведення інформації. Як правило, це цифрове зображення створюється операційною системою або спеціальним програмним забезпеченням, хоча може також бути зроблене за допомогою фотокамери або іншого приладу для перехоплення сигналу відео з виходу комп'ютера.

## Способи створення скриншоту

### Windows
Найпростішим способом створення знімку екрана в операційній системі Windows є використання клавіші на клавіатурі PrtScr (для всього екрана) або поєднання клавіш Alt+PrtScr — для поточного вікна. Після виконання цієї операції знімок поміщається до буфера обміну Windows. Для його вставлення та редагування може використовуватися будь-який графічний редактор, зокрема стандартний Paint, що входить до набору застосунків Windows. Починаючи з Windows Vista, з'явився передвстановлений компонент Microsoft Windows Засіб захоплення фрагментів, який дозволяє зробити знімок екрана без додаткових операцій з графічними редакторами.
Для створення скриншоту існує велика кількість сторонніх програм. Деякі з них дають змогу користувачеві робити знімок певної частини екрана, змінювати зображення одразу ж після створення, робити фото через певний проміжок часу, автоматично зберегти знімок до файлу, записувати відео тощо.

### Mac OS X
У Mac OS X за фотографування екрана відповідають клавіші Shift+⌘ Command+3 (весь екран) та ⇧ Shift+⌘ Command+4 (поточне вікно). Автоматично знімок зберігається на стільницю, але, якщо при його створенні затиснута клавіша Ctrl, зняток зберігається до буфера обміну.

### LinuxтаUnix
У багатьох дистрибутивах можна скористатись клавішею PrtScr для створення знімку стільниці. Під час роботи з кількома моніторами знімок об'єднуватиме всі використані екрани. Для створення знімку поточного вікна призначена комбінація клавіш Alt+PrtScr, а при використанні комбінації ⇧ Shift+PrtScr слід виділити графічним курсором ділянку екрана для збереження.
У робочому середовищі GNOME створений знімок екрана буде відразу ж збережений до відповідної теки. Для збереження знятка в буфері обміну до перерахованих вище комбінацій слід додати клавішу-модифікатор Ctrl, наприклад, Ctrl+⇧ Shift+PrtScr збереже у буфері обміну виділену ділянку екрана.
Також можливо зробити знімок екрана засобами командного рядка, наприклад, прочитавши вміст фреймбуфера. Приклад коду:
```
$
 
cat
 
/dev/fb0
 
>
 
/home/
$USER
/screenshot.raw

```